# Ааппілатток (Куяллек)
Ааппілатток (гренл. Aappilattoq, стара орфографія Augpilagtoq) — село поблизу Нанорталік у комуні Куяллек, розташоване приблизно за 50 км від фіорду Кап в південній частині Гренландії. Населення близько 160 осіб. Розташоване поруч з одним із наймальовнічиших фіордів у світі.

## Клімат
Село знаходиться у зоні, котра характеризується кліматом полярних пустель. Найтепліший місяць — липень із середньою температурою 5.1 °C (41.2 °F). Найхолодніший місяць — березень, із середньою температурою -20.3 °С (-4.5 °F).
| Клімат Ааппілаттока     | Клімат Ааппілаттока | Клімат Ааппілаттока | Клімат Ааппілаттока | Клімат Ааппілаттока | Клімат Ааппілаттока | Клімат Ааппілаттока | Клімат Ааппілаттока | Клімат Ааппілаттока | Клімат Ааппілаттока | Клімат Ааппілаттока | Клімат Ааппілаттока | Клімат Ааппілаттока | Клімат Ааппілаттока |
| Показник                | Січ.                | Лют.                | Бер.                | Квіт.               | Трав.               | Черв.               | Лип.                | Серп.               | Вер.                | Жовт.               | Лист.               | Груд.               | Рік                 |
| Середня температура, °C | −17,4               | −19,6               | −20,3               | −13,4               | −4                  | 1,5                 | 5,1                 | 4,8                 | 0,5                 | −4,8                | −9,4                | −14,1               | −7,6                |
| Норма опадів, мм        | 11.1                | 9.4                 | 8.7                 | 11.5                | 9.7                 | 14                  | 24.8                | 26.5                | 34.4                | 28                  | 31.2                | 19.9                | 229.2               |
| Днів з опадами          | 9                   | 8                   | 7,2                 | 8,1                 | 6,9                 | 6,1                 | 7,9                 | 8                   | 10,9                | 11,8                | 14,7                | 12,7                | 111,3               |
| Вологість повітря, %    | 77.5                | 77.7                | 77.3                | 76.3                | 78.3                | 82.3                | 80.1                | 77.9                | 76.1                | 75.6                | 77                  | 78.5                | 77.9                |
| ----------------------- | ------------------- | ------------------- | ------------------- | ------------------- | ------------------- | ------------------- | ------------------- | ------------------- | ------------------- | ------------------- | ------------------- | ------------------- | ------------------- |
| Джерело: Weatherbase    |                     |                     |                     |                     |                     |                     |                     |                     |                     |                     |                     |                     |                     |